# Амберје
Амберје (фр. Ambérieux) насеље је и општина у источној Француској у региону Рона-Алпи, у департману Рона која припада префектури Вилфранш сир Саон.
По подацима из 2011. године у општини је живело 562 становника, а густина насељености је износила 123,52 становника/km². Општина се простире на површини од 4,55 km². Налази се на средњој надморској висини од 176 метара (максималној 176 m, а минималној 167 m).

## Демографија
| 1962. | 1968. | 1975. | 1982. | 1990. | 1999. | 2011. |
| ----- | ----- | ----- | ----- | ----- | ----- | ----- |
| 224   | 320   | 326   | 307   | 378   | 427   | 562   |

График промене броја становника у току последњих година